# Fetuin-B
Fetuin-B‏ (Fetuin B) هوَ بروتين يُشَفر بواسطة جين Fetuin-B في الإنسان.